# Mordellistena miyamotoi
Mordellistena miyamotoi là một loài bọ cánh cứng trong họ Mordellidae. Loài này được Nakane miêu tả khoa học năm 1956.

## Hình ảnh

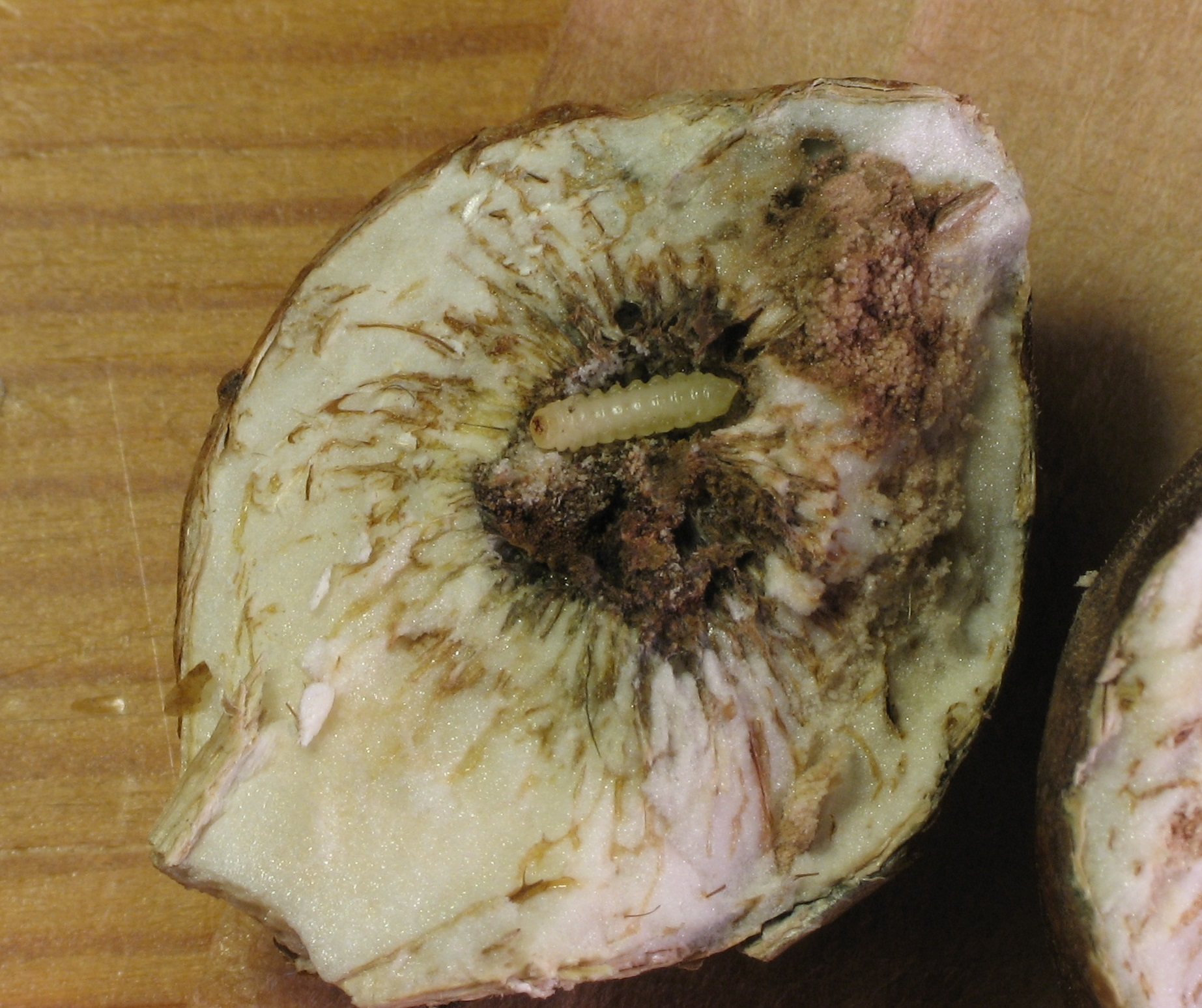